# 戸田氏教
戸田 氏教（とだ うじのり）は、江戸時代中期から後期の大名。美濃国大垣藩の第7代藩主。大垣藩戸田家8代。
藩主として善政を行うとともに、幕府老中として幕政に携わり、幕府財政改革に成功した他、ロシア船来航の折は外交問題にも関わり、国家の枢機に携わった。大垣藩政では教育・治水・藩の富強を図り、大垣中興の名主と評された。

## 生涯

### 家督相続
宝暦5年（1755年）12月8日、上野国館林藩藩主・松平武元の五男に生まれる。母は種村氏。初名は松平元起（まつだいら もとおき/ちかおき）。
元起は大垣藩6代藩主・戸田氏英の養子となって氏教を名乗り、家督相続により従四位下侍従・采女正に叙任された。奏者番、寺社奉行、側用人と昇進し、寛政2年（1790年）11月16日に老中に任ぜられた。
寛政6年（1794年）7月には、総督として増上寺・文昭院霊屋を修理している。

### ロシアへの対処
寛政4年（1792年）9月3日、ロシア帝国の使節ラクスマンが漂流者である大黒屋光太夫をともない蝦夷地（現在の北海道）に来航、通商を求めてきた。光太夫が漂流してイルクーツクに流れ着き、シベリア総督に帰国願いを出したが拒否され、帝都サンクトペテルブルクに移送されて女帝エカチェリーナ2世に謁見した上で、このたびの同伴となったとのことであった。幕府は目付石川忠房を派遣し、会談させることとなった。翌寛政5年（1793年）6月27日、石川忠房と村上大学により、3度目の会談をして、老中松平定信により、長崎への回航を求めさせた。ロシア側はシベリア総督の公文書と遭難者引き取りを要請してきたが、幕府は遭難者の受け取りのみ応じた。ラクスマンらは不本意ながら一部目標は達したとして帰国の途についた。享和2年（1802年）2月23日、前年のラクスマンら使節の来航などにともない、北方の大国ロシアに蝦夷地進出の徴候がありと判断、蝦夷奉行を設置して蝦夷地を幕府の直轄地とし、蝦夷地のロシア進出に対応策を打った。
文化元年（1804年）9月6日、肥前国長崎にロシア帝国の使節レザノフが漂流民を連れて来航し、通交を求めてきた。幕府は目付遠山景晋をもって意向を伝えるべく長崎に派遣した。翌文化2年（1805年）3月7日、前年来航し通交を求めてきたレザノフに対して、日本の通商対象は清、朝鮮、琉球、オランダであること、交易については我が国の有用な貨幣を失って、風俗を乱すものであること、通信は国禁としているなどのことを説明し、再び退去させた。この時の対応はラクスマンの折よりも厳しく応じたもので、先年失脚した松平定信の政策を受け継いだ松平信明が罷免されたため、幕閣に現状維持派が台頭したことと、交易国を独占せんとしたオランダの工作があったことによるという。レザノフは漂流民を連れて19日に退去した。文化3年（1806年）1月26日、幕府は日本に来航するようになったロシア船を穏便に退去させるため、文化の撫恤令を発布した。これにより幕府は、ロシア船を発見した場合は説得して退去させること、必要な場合は薪、水、食糧を与えること、決して上陸させないことを申し渡した。ロシアが果たして従順に帰国するかはこの折は不透明であったが、幕府の対外政策は海防から蝦夷地の領土化、鎖国の励行に重点化されていくこととなった。こうした柔軟策がとられるようになったのは、ロシア側の意向である「もとより、ロシアは戦争を好まず」という一条が記述されており、ロシアによる北方進出の危機を杞憂と見た氏教ら幕閣の意向が大きく作用しているという。

### 晩年
享和3年（1803年）12月、老中首座だった松平信明の辞職後に次座であった氏教が後任の老中首座になった。
幕閣の一人として主に幕府の財政を改革するなど、多大な功績を残した。幕府財政は対外問題や将軍・家斉の浪費から文化年間に入ると経常収支は赤字に転じたため、文化2年（1805年）6月に経費削減のために代官を減員し、減員した代官に割り当てていた幕府直轄領を大名に預けたりした。
また、大垣藩でも教育や治水について勤倹し自ら模範となり、自藩の財政や武辺の増強を図った。大垣中興の名主と称され、加藤枝直に公餘和歌を学びこれをよくしたという。文化3年（1806年）4月26日、老中在任のうちに没した。享年52。没後、従三位を贈位された。

## 系譜
- 父：松平武元
- 母：種村氏
- 養父：戸田氏英
- 正室：為子 - 戸田氏英の娘
- 側室：遊舞（鈴木氏）
  - 長男：戸田氏庸（1783-1841）
  - 女子：辰 - 松平光年正室
- 側室：茂登（乾氏）
  - 女子：堀田正功正室
  - 次男：本多助賢（1791-1858） - 本多助受の婿養子
  - 三男：遠藤胤統（1793-1870） - 遠藤胤富の養子
  - 四男：戸田氏綏（1805-1855） - 戸田氏宥の養子
- 生母不明の子女
  - 女子：柳沢保泰正室